# Myakuhaku
Albums de Mucc
T.R.E.N.D.Y. -Paradise from 1997-
(2015)
Singles
1. Yue ni, Matenrou
Sortie : 10 septembre 2014
2. Heide
Sortie : 15 juin 2016
3. CLASSIC
Sortie : 14 septembre 2016

Myakuhaku (脈拍) est le treizième album studio du groupe de rock japonais Mucc, sorti le 25 janvier 2017 en trois éditions différentes : une régulière et deux limitées.
Il célèbre la vingtième année de la carrière musicale du groupe.

## Liste des titres
| No  | Titre | Paroles | Musique | Durée |
| --- | --- | ------- | ------- | ----- |
| 1.  | Myakuhaku (脈拍) |         |         |       |
| 2.  | Zettai Zetsumei (絶体絶命) |         |         |       |
| 3.  | Classic (opening des épisodes spéciaux Sign of Holy War de l'anime Seven Deadly Sins)                                            |         |         |       |
| 4.  | KILLEЯ |         |         |       |
| 5.  | BILLY×2 ~Entwines ROCK STARS~ |         |         |       |
| 6.  | Ringo (りんご) |         |         |       |
| 7.  | EMP |         |         |       |
| 8.  | Yue ni, Matenrou (ALBUM MIX) (故に、摩天楼 (ALBUM MIX)) (générique d'ouverture de l'anime Les Enquêtes de Kindaichi : Le Retour) |         |         |       |
| 9.  | Himitsu (秘密) |         |         |       |
| 10. | Commune (コミューン) |         |         |       |
| 11. | Wasurenagusa (勿忘草) |         |         |       |
| 12. | Sirius (シリウス) |         |         |       |
| 13. | Fuka (孵化) |         |         |       |
| 14. | Heide (ハイデ) |         |         |       |